# Mihai Eminescu (Gorbănești), Botoșani
Mihai Eminescu este un sat în comuna Gorbănești din județul Botoșani, Moldova, România.
A fost înființat în 1950 de către autoritățile comuniste.
Numele satului a fost dat de Mihai Beniuc, cel care a fost și președinte al Uniunii Scriitorilor din România între 1962 și 1964.